# Olbramovice (Morávia do Sul)
Olbramovice é uma comuna checa localizada na região de Morávia do Sul, distrito de Znojmo.